# Wasilij Drozdienko
Wasilij Iwanowicz Drozdienko (ros. Василий Иванович Дрозденко, ur. 14 stycznia 1924 we wsi Charkowe w guberni czernihowskiej, zm. 30 listopada 1982) – radziecki i ukraiński polityk, dyplomata, członek Biura Politycznego KC KPU (1966–1971), członek KC KPZR (1971–1982).

## Życiorys
W latach 1940–1942 i po wojnie studiował w Instytucie Inżynierów Transportu Kolejowego w Dniepropietrowsku, od 1942 do 1945 służył w Armii Czerwonej, od 1944 w WKP(b), 1948–1950 I sekretarz rejonowego komitetu Komsomołu w Dniepropetrowsku, 1951–1952 I sekretarz Komitetu Miejskiego Komsomołu w Dniepropetrowsku, 1952–1954 sekretarz, 1954–1955 II sekretarz, a 1955–1960 I sekretarz KC Komsomołu Ukrainy. Od 21 stycznia 1956 do 17 marca 1971 członek KC KPU, od czerwca 1960 do sierpnia 1962 I sekretarz Komitetu Miejskiego KPU w Kijowie, od 31 października 1961 do 29 marca 1966 członek Centralnej Komisji Rewizyjnej KPZR, od 16 sierpnia 1962 do 24 marca 1966 I sekretarz Komitetu Obwodowego KPU w Kijowie (od stycznia 1963 do grudnia 1964: Przemysłowego Komitetu Obwodowego KPU). Od 28 marca 1963 do 15 marca 1966 zastępca członka Prezydium KC KPU, od 18 marca 1966 do 17 marca 1971 członek Biura Politycznego KC KPU i sekretarz KC KPU. Od 8 kwietnia 1966 do 30 marca 1971 zastępca członka, a od 9 kwietnia 1971 do śmierci członek KC KPZR, od 16 marca 1971 do śmierci ambasador nadzwyczajny i pełnomocny ZSRR w Rumunii. Deputowany do Rady Najwyższej ZSRR 6 i 7 kadencji.

## Odznaczenia
- Order Lenina (dwukrotnie)
- Order Rewolucji Październikowej
- Order Czerwonego Sztandaru Pracy (dwukrotnie)
- Order Przyjaźni Narodów
- Order Czerwonej Gwiazdy